# ZAG Arena
La ZAG Arena, anciennement Preussag Arena puis TUI Arena, est une salle conçue pour accueillir différents évènements musicaux ou sportifs ainsi que d'importantes productions télévisées comme « Wetten, dass..? ». Elle se situe à l'emplacement de l'Exposition universelle de 2000 (EXPO 2000) à Hanovre.
La salle est désormais le lieu d'entrainement de l'équipe de hockey sur glace, les Scorpions de Hanovre. Elle a une capacité de 10 767 places lors d'un match de hockey sur glace. Elle a accueilli le club de handball, le GWD Minden-Hannover lors de la saison 2004/2005 mais les spectateurs de Hanovre ne trouvant guère d'intérêt au handball, le club retourne évoluer à Minden. La salle possède 14 000 places lors d'un match de handball ou un concert par exemple. 

## Histoire
Cette salle fut inaugurée en avril 2000, peu avant l'ouverture de l'EXPO 2000 en juin 2000. 21 mois furent nécessaires à la construction qui couta 70 millions d'euros. Jusqu'à la fin de l'année 2004, la salle était nommée Preussag Arena (Preussag étant l'ancien nom de la société TUI AG, propriétaire de l'Aréna).
En 2001, elle fut le lieu du championnat du monde de hockey sur glace 2001. De plus, de 2000 à 2007, elle a accueilli la coupe des nations de hockey sur glace.
En 2004, elle est renommée TUI Arena. En 2020, elle est rebaptisée ZAG Arena.

## Évènements
- Coupe des nations de hockey sur glace, 2000 à 2007
- Championnat du monde de hockey sur glace 2001
- Bundesvision Song Contest, 14 février 2008
- Wrestlemania Revenge Tour Smackdown, 15 avril 2010
- Concert de Lady Gaga, The Born This Way Ball Tour, le 24 septembre 2012
- Concert de Rihanna, Diamonds World Tour, le 3 juillet 2013

## Galerie

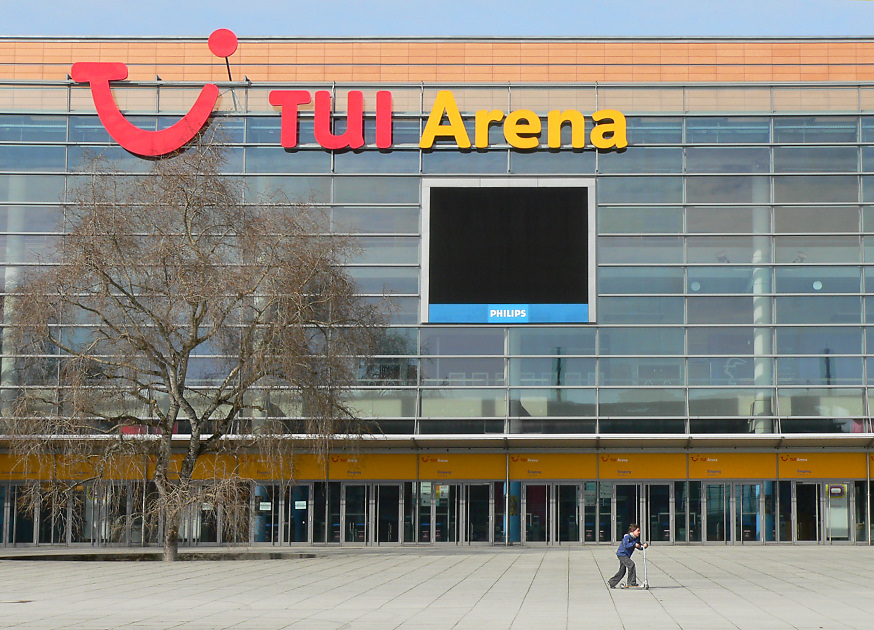